# Zaplethocornia filicornutor
Zaplethocornia filicornutor är en stekelart som beskrevs av Aubert 1976. Zaplethocornia filicornutor ingår i släktet Zaplethocornia och familjen brokparasitsteklar. Utöver nominatformen finns också underarten Z. f. orientator.